# Popowjani (gmina Osłomej)
Popowjani (maced. Поповјани, alb. Popojani) – wieś w Macedonii Północnej, administracyjnie należy do gminy Osłomej.
Skład etniczny (2002):
- Albańczycy – 397
- Macedończycy – 2